# Faro di Barletta
Il faro di Barletta, detto anche "Napoleonico" , sorge nella parte terminale del porto di Barletta. È ufficialmente considerato il più antico dell'adriatico e uno tra i più antichi d'italia, essendo stato fondato nel 1750 e ricostruito nel 1807.

## Storia
Fu costruito per volere di Giuseppe Bonaparte, in quanto agli inizi del 1800, il porto di Barletta era uno dei maggiori approdi del Mediterraneo. Fu disattivato nel 1959, con l'entrata in servizio del Faro Nuovo di Barletta. 
La manutenzione del faro è affidata al comune di Barletta, che ne cura l'accessibilità turistica. 

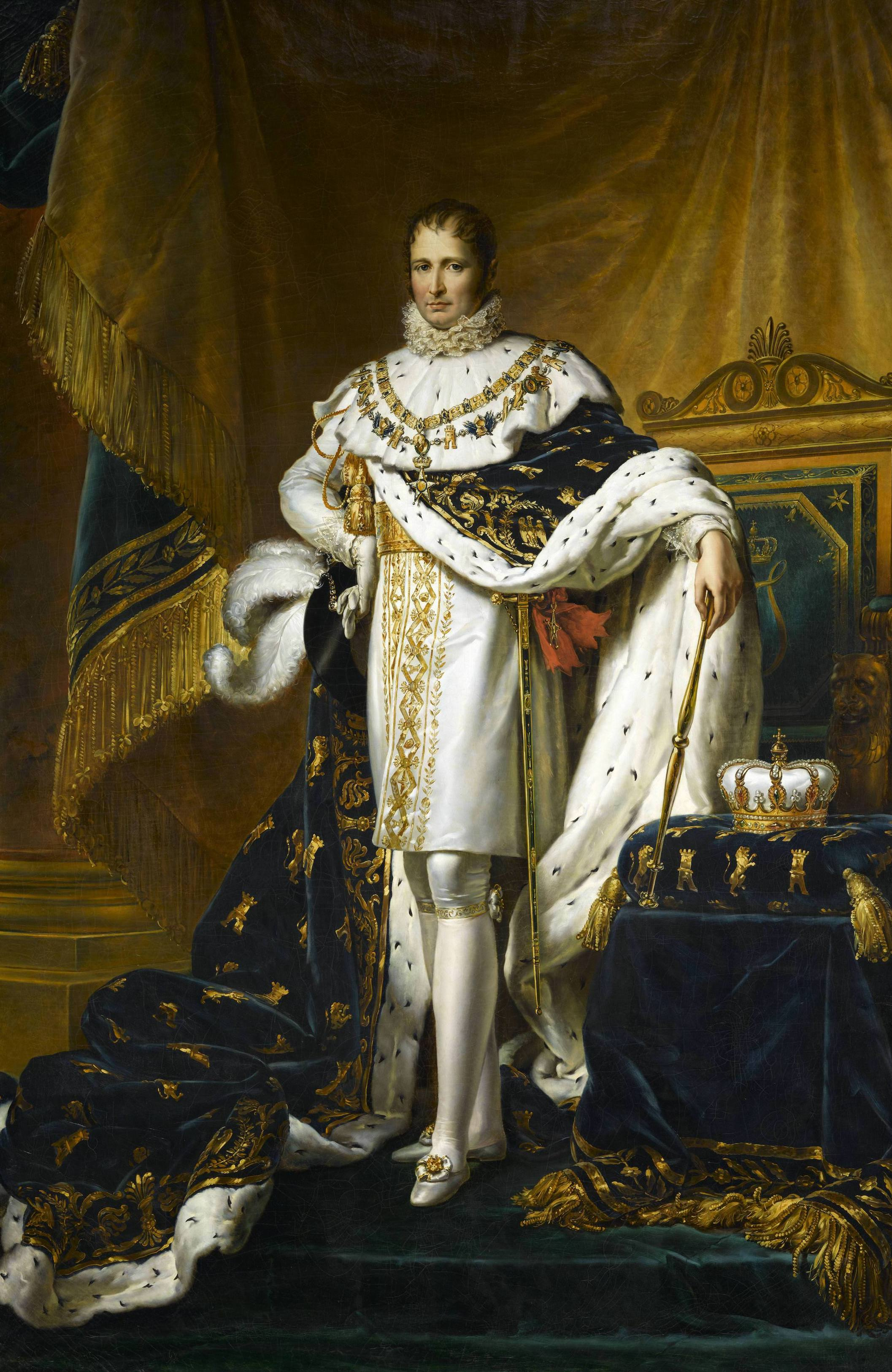
Giuseppe Bonaparte, regnante sul Regno di Napoli, fu fautore del faro di Barletta